# 中国高校教师职称
中国高校教师职称是指中国境内实施高等教育的大学、学院、专科学校等普通高等学校的教师的职称。

## 历史背景
汉唐时期，太学设博士。宋代学校开始设教授。元代各路州府儒学，以及明清的府学均设教授。清末，中国开始兴办新式大学堂，设正教员、副教员。

## 历史
1912年，中华民国临时政府教育部公布《大学令》，规定大学设教授、助教授。1917年，修正《大学令》，规定大学设正教授、教授和助教授。1924年2月23日，北洋政府教育部颁布《国立大学校条例》，取消助教授一职。1927年，国民政府教育行政委员会公布《大学教员资格条例》，规定大学教员分教授、副教授、讲师、助教四级。1949年中华人民共和国成立后沿用未变。
| 级别 | 级别   | 教师职称系列 | 研究员职称系列 | 实验师职称系列 |
| ---- | ------ | ------------ | -------------- | -------------- |
| 高级 | 正高级 | 教授         | 研究员         | 正高级实验师   |
| 高级 | 副高级 | 副教授       | 副研究员       | 高级实验师     |
| 中级 | 中级   | 讲师         | 助理研究员     | 实验师         |
| 初级 | 助理级 | 助教         | 实习研究员     | 助理实验师     |
| 初级 | 员级   | 助教         | 实习研究员     | 实验员         |